# Alicia López Bruzos
Alicia L. Bruzos (nacida el 29 de marzo de 1993 en Lugo) es un genetista española, investigadora en biología marina y genética en la Universidad de Caen Normandía. Su área de investigación se centra en los cánceres transmisibles en bivalvos.

## Educación y carrera científica
Se graduó en biología por la Universidad de Santiago de Compostela en 2015 y realizó un máster en bioinformática en la Universidad Autónoma de Barcelona. En 2022 defendió su tesis doctoral en medicina molecular en la Universidad de Santiago de Compostela, donde estudió la base genética de las metástasis contagiosas marinas.
Después de su doctorado, trabajó como investigadora postdoctoral en el Instituto Francis Crick de la University College London. En 2023, consiguió un contrato Marie Skłodowska-Curie para continuar su investigación en la Universidad de Caen Normandía, donde trabaja actualmente.

## Investigación

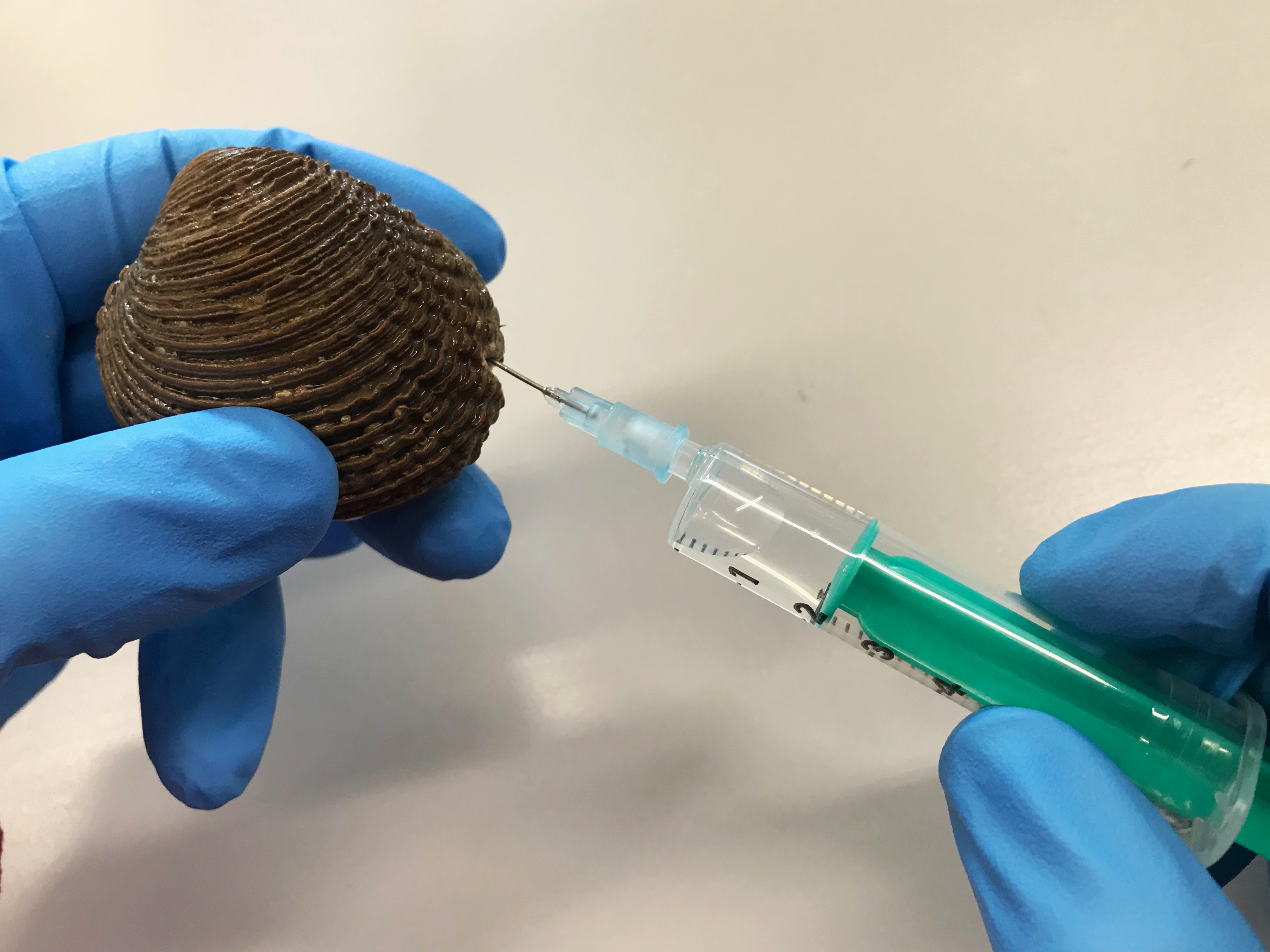
Diagnóstico del cáncer transmisible de la almeja carneiro o escupiña.

Alicia L. Bruzos estudia los cánceres transmisibles en moluscos bivalvos, una forma rara de cáncer en la que las células tumorales se propagan o contagian entre individuos. Su trabajo busca comprender los mecanismos genéticos y evolutivos que permiten la transmisión y persistencia de estos cánceres, estableciendo paralelismos con las metástasis humanas.
Ha contribuido a varios descubrimientos relevantes en la genómica del cáncer humano, incluida la inestabilidad genómica causada por retrotransposones LINE-1, la inestabilidad cromosómica inducida por el virus de la hepatitis B en el carcinoma hepatocelular y la identificación de genes de fusión BRAF involucrados en nevos melanocíticos congénitos.
Su investigación sobre cánceres transmisibles en bivalvos incluye el descubrimiento de un nuevo cáncer contagioso que afecta a varias especies de almejas, el desarrollo de un ensayo de PCR multiplex para detectar dos linajes de cánceres transmisibles en berberechos, y la caracterización de los mecanismos de la evolución del cáncer, incluyendo la transferencia horizontal de ADN mitocondrial y la alta inestabilidad genómica, como la duplicación del genoma completo.
Su trabajo, en la intersección entre la investigación del cáncer, la evolución y la ecología marina, sugiere que estos cánceres podrían ser más comunes en los ecosistemas marinos de lo que se pensaba, con importantes implicaciones para la salud de los ecosistemas costeros y las poblaciones de bivalvos explotadas en acuicultura.

## Distinciones
En 2024, Alicia recibió el Premio L'Oréal-UNESCO Jóvenes Talentos para Mujeres en Ciencia en reconocimiento a sus contribuciones a la investigación sobre los cánceres transmisibles marinos. El premio le fue entregado en octubre en la Academia de Ciencias de París.